# Blanca Zumárraga
Pour les articles homonymes, voir Zumarraga (homonymie) et Contreras.
 (mai 2025).
Si vous disposez d'ouvrages ou d'articles de référence ou si vous connaissez des sites web de qualité traitant du thème abordé ici, merci de compléter l'article en donnant les références utiles à sa vérifiabilité et en les liant à la section « Notes et références ».
Blanca Rosalía Zumárraga Contreras (née le 6 janvier 1981 à Córdoba, Veracruz) est une mannequin mexicaine, première dauphine du concours de beauté Nuestra Belleza México (Miss Mexique) 2001 où elle représentait l'état de Puebla.
Elle représenta son pays lors de Miss Monde le 7 décembre 2002.